# تمرد إيبيروس لعام 1854
```
كان 
تمرد إيبيروس لعام 1854
 واحدًا من أهم تمردات سلسلة الانتفاضات اليونانية التي اندلعت في 
إيبيروس
 خلال تلك الفترة. مع اندلاع 
حرب القرم (1854 - 1856)
، تمرد العديد من سكان إيبيروس ضد 
الحكم العثماني
 بعد أن نالوا دعمًا ضمنيًا من 
المملكة اليونانية
. على الرغم من أن هذه الحركة نالت دعم شخصيات عسكرية مرموقة، أفضى ارتباط القوى إلى تحتيم فشلها منذ البداية، وقمعها بعد أشهر قليلة.
```

## الخلفية
مع اندلاع حرب القرم بين الإمبراطورية العثمانية وروسيا، شعر العديد من اليونانيين بأن تلك كانت فرصتهم للاستيلاء على أراض يسكنها يونانيون لكنها لم تكن مدموجة ضمن مملكة اليونان. كانت حرب استقلال اليونان ما تزال تسكن عقولهم، إضافة إلى التدخل الروسي الذي ساعد اليونانيين على نيل استقلالهم. إضافة إلى ذلك، كان اليونانيون يتطلعون بصورة مألوفة إلى مساعدة روسيا الشرقية الأرثوذوكسية الشقيقة.
على الرغم من أن الدولة اليونانية الرسمية، التي كانت ترزح تحت ضغط دبلوماسي وعسكري شديد من قبل فرنسا وبريطانيا (حلفاء العثمانيين)، امتنعت عن الدخول في الصراع بصورة نشطة، نظم عدد من الانتفاضات في إيبيروس وتيسالي وكريتي مع دعم من قبل أفراد ومجموعات داخل اليونان المستقلة.

## الانتفاضة
في 30 من شهر يناير من عام 1854، ألقى سبيريدون كارايسكاكيس (ملازم في الجيش اليوناني وابن بطل حرب الاستقلال جيورجيوس كارايسكاكيس)، عددًا من الخطب الملهمة في القرى الواقعة شرق أرتا (إقليم بيتا)، ساعيًا إلى إلهام سكان إيبيروس على التمرد ضد الحكم العثماني وضم مقاطعتهم إلى اليونان. كان الهدف الأولي العاصمة الإقليمية، أرتا، التي استولى عليها كارايسكاكيس على رأس قوة غير نظامية يبلغ تعدادها 2500 مقاتل. في غضون ذلك، قاد الجنرال اليوناني ثيودوروس جريفا فرقة من 300 متطوع إلى قرى بيتا وبينتي بيغاديا. بعيدًا عن إقليم أرتا في تزوميركا، امتد التمرد أيضًا ليصل إلى معظم الأقاليم الجبلية في إيبيروس، وسرعان ما بات عدد من البلدات واقعًا تحت سيطرة الثوريين، باراميثيا وسولي وتسامانتاس وهيمارا وبعض القرى الأخرى المجاورة ليوانينا. وكان التمرد أيضًا في أوج امتداده في أجزاء من إقليم تيسالي المجاور.
في تلك الأثناء، تقدم عدد من الضباط اليونانيين، معظمهم من نسب سوليوتي (نيكولاوس زيرفاس ونوتيس بوتساريس وأثاناسيوس كوتسونيكاس وكيتسوس تزافيلاس ولامبروس زيكوس)، باستقالتهم من مناصبهم في الجيش اليوناني وانضموا إلى التمرد. إلا أن وحدة من القوات العثمانية بلغ تعدادها 1,600 مقاتل، انضم إليهم 3000 مقاتل إضافي، تمكنت من إعادة الاستيلاء على أرتا بمساعدة المدفعية الثقيلة.
في أوائل شهر مارس، تمكن جريفاس من التقدم في الشمال والاستيلاء على ميتسوفو التي نهبت لاحقًا من قبل القوات اليونانية. في 27 من شهر مارس، وبعد هجمات تركية متكررة، يدعمها مقاتلون ألبان غير نظاميين، اضطر جريفاس للانسحاب. ونتيجة ذلك نهبت بلدة ميتسوفو من قبل هذه الفرق وتعرض جزء كبير منها للحرق.

## القمع
في 13 من شهر أبريل، شنت قوة عثمانية يبلغ تعدادها 6000 مقاتل، بعد دعم من المدفعية البريطانية والفرنسية، هجمات ضد معاقل المتمردين في شرق أرتا، في بلدة بيتا. وبعد معارك طاحنة وتكبد خسائر كبيرة، انسحب كيتسوس تزافيلاس مع رجاله خلف الحدود اليونانية. في تلك الأثناء، انتقل العثمانيون نحو الشمال للقضاء على كل حركة في الإقليم المجاور ليوانينا. في بلاكا، خاضت قوة عثمانية يبلغ تعداد مقاتليها 14 ألف مقاتل إضافة إلى 1,500 ألباني قتالًا ضد المجموعات المسلحة التابعة لسبيريدون كارايسكاكيس و نيكولاوس زيرفاس. أرغمت القوات العثمانية على الانسحاب مع تكبد الألبان على وجه الخصوص خسائر ثقيلة.